# Alf Leue

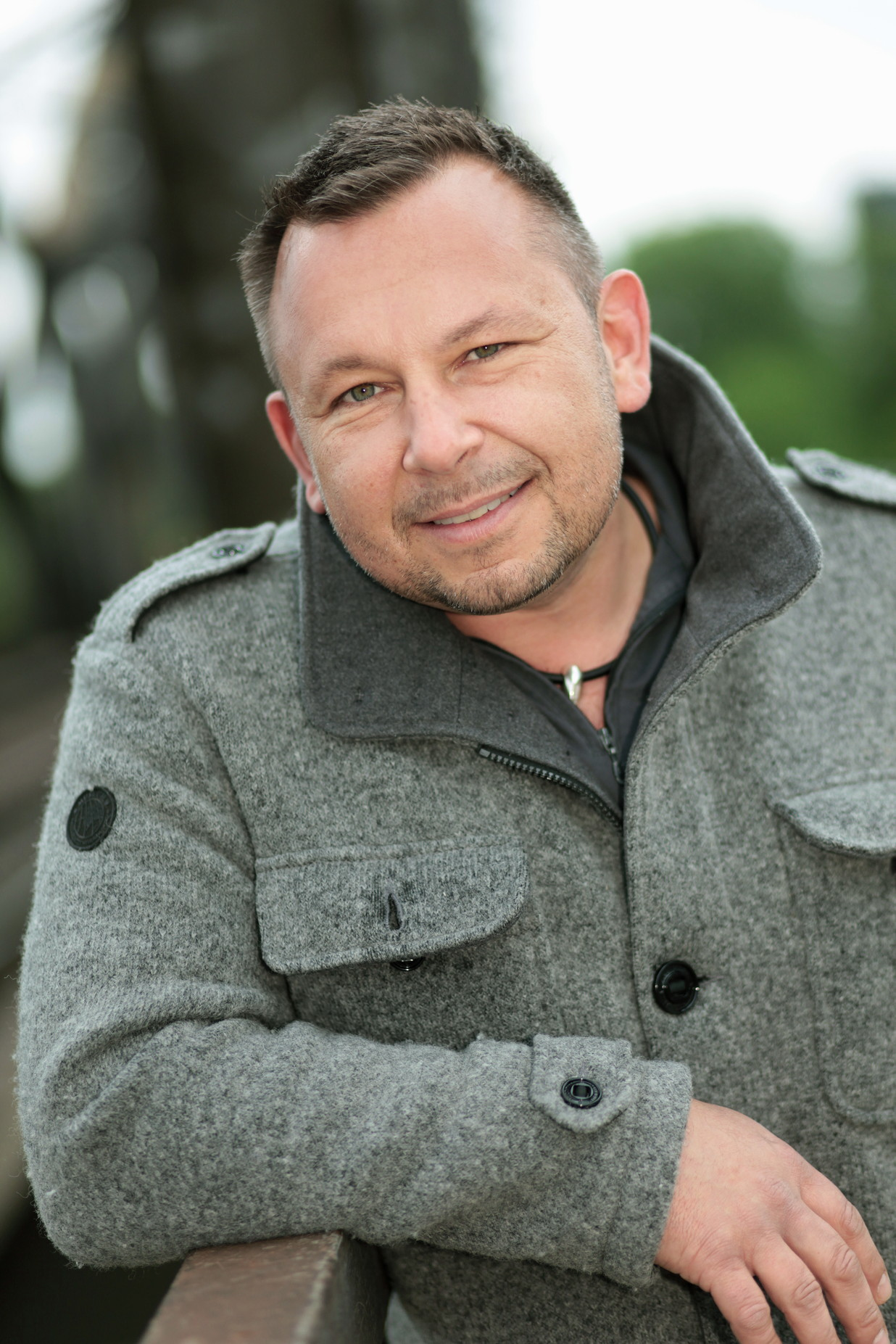
Alf Leue (2014)

Alf Leue (Pseudonym Lars Simon, * 24. März 1968 in Darmstadt, Hessen) ist ein deutscher Schriftsteller.

## Leben
Alf Leue wuchs in Langen auf. Er studierte BWL und Politologie in Frankfurt am Main und war danach viele Jahre in der IT-Branche tätig. 2005 wanderte er nach Västergötland (Schweden) aus. 2011 kehrte er zurück ins Rhein-Main-Gebiet, in dem er als freier Autor und Consultant lebt und arbeitet.
Leues Debütroman Schattenfehde entstand während des Schwedenaufenthaltes und erschien 2009. Im selben Jahr erschien auch sein zweiter Roman Der Fluch des Mechanicus. 2012 gab er zusammen mit Heike Koschyk den Historischen Gemeinschaftsroman Die vierte Zeugin im Aufbau-Verlag heraus, bei dem neben den beiden Herausgebern noch zehn weitere Autoren an der Geschichte schrieben. 2013 kam er als Autor zur dtv Verlagsgesellschaft, die zuerst seine schwedische Comedy-Trilogie (Elchscheiße, Kaimankacke, Rentierköttel) veröffentlichte. 2016 erschien dort der erste Band der Urban-Fantasy-Trilogie um den Zauberlehrling Lennart Malmkvist und dessen bei Gewitter sprechenden Mops Bölthorn.
Alf Leue war Mitglied im Autorenkreis Historischer Roman Quo Vadis, der sich 2014 auflöste, und bis 2019 im Phantastik-Autoren-Netzwerk (PAN). Er ist Mitglied beim Verband deutscher Schriftstellerinnen und Schriftsteller (VS). Bisher sind zahlreiche Anthologiebeiträge und viele Romane – teils unter (geschlossenen) Pseudonymen – von und unter Beteiligung von ihm erschienen. Seine Werke wurden ins Tschechische, Polnische und Taiwanische übersetzt.

## Werke (Auswahl)

### Unter eigenem Namen
- Schattenfehde. 2009, Sutton-Verlag, ISBN 3-86680-426-1
- Der Fluch des Mechanicus. 2011, Societäts-Verlag, ISBN 3-942921-18-9
- Die vierte Zeugin (Hrsg.). 2012, Aufbau-Verlag, ISBN 3-7466-2879-2

### Als Lars Simon
- Elchscheiße. 2014, dtv Verlagsgesellschaft, ISBN 3-423-21508-9
- Kaimankacke. 2014, dtv Verlagsgesellschaft, ISBN 3-423-21554-2
- Rentierköttel. 2015, dtv Verlagsgesellschaft, ISBN 3-423-21609-3
- Lennart Malmkvist und der ziemlich seltsame Mops des Buri Bolmen. 2016, dtv Verlagsgesellschaft, ISBN 3-423-21651-4
- Lennart Malmkvist und der ganz und gar wunderliche Gast aus Trindemossen. 2017, dtv Verlagsgesellschaft, ISBN 3-423-21704-9
- Gustafssons Jul. 2017, dtv Verlagsgesellschaft, ISBN 3-423-21695-6
- Lennart Malmkvist und der überraschend perfide Plan des Olav Tryggvason. 2018, dtv Verlagsgesellschaft, ISBN 3-423-21760-X
- Gustafssons Jul. 2018, dtv Verlagsgesellschaft (Großdruck), ISBN 978-3-423-25399-4
- Das Antiquariat der Träume. 2020, dtv Verlagsgesellschaft, ISBN 978-3-423-21931-0
- Der vergessene Geschmack von Glück. 2022, dtv Verlagsgesellschaft, ISBN 978-3-423-28999-3

### Anthologiebeiträge (Auswahl)
- Anthology der Gier. 2010, Michason & May, ISBN 3-86286-006-X
- Die Begegnung und andere düstere Winterlegenden, 2010, Sieben-Verlag, ISBN 3-940235-92-X
- Drei Tagesritte vom Bodensee. 2011, Gmeiner-Verlag, ISBN 3-8392-1216-2
- Kühner Kosmos: Kurzprosa. 2011, Landbeck Verlag, ISBN 3-942874-00-8
- Urlaubslesebuch 2018 (als Lars Simon), Hrsg. Karoline Adler, dtv Verlagsgesellschaft, ISBN 978-3-423-21729-3
- Urlaubslesebuch 2019 (als Lars Simon), Hrsg. Karoline Adler, dtv Verlagsgesellschaft, ISBN 978-3-423-21784-2

## Auszeichnungen
- 2008 - 4. Platz des österreichischen Lyrik-Preises „Vinum et Litterae“
- 2008 – Preisträger des Goldenen Kleeblatts gegen Gewalt (2. Platz), Kurzgeschichtenpreis der Burgenländischen Landesregierung mit dem Beitrag Friedenstöter
- 2009 – 2. Platz beim Kurzgeschichtenwettbewerb der Autorenvereinigung Quo Vadis mit der historischen Kurzgeschichte Aristoteles
- 2010 – 3. Platz beim Jenaer Hörspielfestival mit der von Martin L. Schäfer vertonten Kurzgeschichte Höhenflug